# Bektasch
Bektasch, auch Baktak oder Irtrach († nach 1107) war im Jahr 1104 für einen Monat der letzte nominelle Herrscher (malik) von Damaskus aus der türkstämmigen Dynastie der Seldschuken.
Bektasch war der jüngste Sohn des Seldschukenherrschers von Syrien, Tutusch I. († 1095). Beim Tod des Vaters wurde er von seinem Halbbruder Duqaq in Baalbek interniert. Nach dem Tod Duqaqs am 8. Juni 1104 (12. Ramaḍān 497 AH) wurde seinem Willen gemäß dessen unmündiger Sohn Tutusch II. als neuer Herrscher in Damaskus inthronisiert, aber der regierende Atabeg Tughtigin ließ nur wenige Wochen darauf Bektasch holen, um ihn an Stelle des Neffen am 17. September (24. Ḏū l-Ḥiǧǧa 947 AH) zum Herrscher auszurufen.
Trotz dieser unerwarteten Thronbesteigung fürchtete Bektasch um sein Leben. Von seiner leiblichen Mutter zusätzlich gewarnt, verließ er deshalb im Oktober 1104 Damaskus fluchtartig. Möglicherweise war seine Intuition nicht unbegründet, da nur wenig später der junge Tutusch II. unerwartet starb. Damit endete die Seldschukenherrschaft in Damaskus und Atabeg Tughtigin übernahm die Alleinherrschaft. 
Bektasch floh nach Bosra, von wo aus er um Verbündete warb, darunter auch bei den Franken der Kreuzfahrerstaaten. Im Sommer 1105 wurde er von Tughtigin nach ar-Rahba vertrieben, wo er schließlich am 23. Mai 1107 (28. Ramaḍān 500 AH) in die Gefangenschaft des Emirs Dschawali fiel, der die Stadt im Auftrag des Seldschukensultans Muhammad I. Tapar eroberte. Danach sind von Bektasch keine Nachrichten mehr überliefert.

## Quelle
- Abū Yaʿlā ibn Asad ibn al-Qalānisī: „Fortsetzung zur Geschichte von Damaskus“ (Ḏail taʾrīḫ Dimašq), hrsg. und übersetzt ins Englische von Hamilton A. R. Gibb, The Damascus Chronicle of the Crusades (1932), S. 63–65, 71, 77–79.

| Vorgänger   | Amt                                                | Nachfolger                   |
| ----------- | -------------------------------------------------- | ---------------------------- |
| Tutusch II. | Herrscher von Damaskus (Seldschuken-Dynastie) 1104 | Tughtigin (Buriden-Dynastie) |

| Personendaten    | Personendaten                          |
| ---------------- | -------------------------------------- |
| NAME             | Bektasch                               |
| ALTERNATIVNAMEN  | Baktak, Irtrach                        |
| KURZBESCHREIBUNG | seldschukischer Herrscher von Damaskus |
| GEBURTSDATUM     | 11. Jahrhundert                        |
| STERBEDATUM      | nach 1107                              |